# Bocianske sedlo
Bocianske sedlo (1505 m) – przełęcz w środkowej części Niżnych Tatr na Słowacji. Wznosi się w tzw. Ďumbierskich Tatrach w bocznym grzbiecie łączącym szczyty Besná (a dokładniej jej północny wierzchołek 1768 m) z Rovną hoľą (1723 m).
Północno-zachodnie stoki przełęczy opadają do doliny Štiavnica, wschodnie do Starobocianskiej doliny. Rejon przełęczy jest częściowo trawiasty, częściowo zarastający kosodrzewiną. Znajduje się w obrębie Parku Narodowego Niżne Tatry, ponadto północno-zachodnie stoki są objęte dodatkową ochroną – należą do rezerwatu przyrody Dziumbier.

## Turystyka
Na przełęczy skrzyżowanie dwóch szlaków turystycznych
  Králička – Bocianske sedlo – Starobocianska dolina – początek szlaku przy drodze krajowej nr 72. Odległość 6 km, suma zejść 745, suma podejść 55 m, czas przejścia 1,50 h (z powrotem 2,25 h).
  odcinek: Bocianske sedlo – Kumštové sedlo. Odległość 0,9 km, suma podejść 60 m, suma zejść 19 m, czas przejścia 20 min (z powrotem 15 min).
 odcinek: Bocianske sedlo – Rovná hoľa. Odległość 2,8 km, suma podejść 235 m, suma zejść 18 m, czas przejścia 55 min (z powrotem 45 min).